# Sorbais
Sorbais település Franciaországban, Aisne megyében. Lakosainak száma 261 fő (2022. január 1.). Sorbais Autreppes, Buironfosse, Erloy, Étréaupont, Froidestrées, Laigny és Lerzy községekkel határos.

## Népesség
A település népessége az elmúlt években az alábbi módon változott:
| Lakosok száma | 412  | 337  | 308  | 277  | 291  | 291  | 274  | 264  | 260  | 261  |
|               | 1968 | 1982 | 1990 | 2006 | 2013 | 2015 | 2017 | 2019 | 2020 | 2022 |